# Субпрефектура Перус
Субпрефектура Перус (порт. Subprefeitura de Perus) — одна з 31 субпрефектури міста Сан-Паулу, розташована на північному сході міста. Її повна площа 57,2 км², населення понад 109 тис. мешканців. Складається з 2 округів:
- Перус (Perus)
- Аньянгуера (Anhangüera)